# Masayuki Ochiai (calciatore)
Masayuki Ochiai (落合 正幸?, Ochiai Masayuki; Uki, 11 luglio 1981) è un ex calciatore giapponese, di ruolo difensore.

## Carriera
Vanta 21 presenze nella massima serie nipponica e 4 nella AFC Champions League.